# Підводні човни 600 серії (Італія)
Не варто плутати з французькими підводними човнами 600 серії
Підводні човни 600 серії (Італія) (італ. Classe 600 (sommergibile) — серія італійських середніх підводних човнів, побудованих італійськими суднобудівельними компаніями у міжвоєнний період. Підводні човни цієї серії були найчисельнішим класом італійських підводних човнів із 59 побудованих одиниць і, ймовірно, одним із найуспішніших. Човни серії випускалися п'ятьма партіями або типами, які мало відрізнялися одна від одної і отримали назви «Аргонаута», «Сирена», «Перла», «Адуа» і «Платино» (або «Сталь»).

## Список підводних човнів серії 600

### Підводні човни типу «Аргонаута»
Сім підводних човнів типу «Аргонаута» побудовані в період від 1931 до 1932 року.
| Човен       | Верф                                         | Закладка          | Спущений       | Введений до строю | Виведений | Статус |
| ----------- | -------------------------------------------- | ----------------- | -------------- | ----------------- | --------- | --- |
| «Аргонаута» | Cantieri Riuniti dell'Adriatico, Монфальконе | 9 листопада 1929  | 10 січня 1931  | 1 січня 1932      | 1940      | 28 червня 1940 року затоплений глибинними бомбами британського патрульного літака Short Sunderland східніше Сицилії                |
| «Фізалія»   | Cantieri Riuniti dell'Adriatico, Монфальконе | 20 листопада 1929 | 2 травня 1931  | 4 червня 1932     | 1941      | 28 вересня 1941 року затоплений глибинними бомбами британського корвета «Гайоцинт» приблизно за 25 миль на північний схід від Яффи |
| «Джалеа»    | Cantiere navale del Muggiano, Ла-Спеція      | 20 січня 1930     | 15 червня 1932 | 16 березня 1933   | 1948      | 1 лютого 1948 року списаний на брухт                                                                                               |
| «Джантіна»  | Cantiere navale del Muggiano, Ла-Спеція      | 20 січня 1930     | 16 травня 1932 | 1 березня 1933    | 1941      | 5 липня 1941 року потоплений в Егейському морі британським підводним човном «Торбей»                                               |
| «Медуза»    | Cantieri Riuniti dell'Adriatico, Монфальконе | 30 листопада 1929 | 10 грудня 1931 | 8 жовтня 1932     | 1942      | 30 січня 1942 року потоплений на підступах до Поли британським підводним човном «Торн»                                             |
| «Сальпа»    | Cantieri navali Tosi di Taranto, Таранто     | 23 квітня 1930    | 8 травня 1932  | 12 грудня 1932    | 1941      | 27 червня 1941 року потоплений поблизу Мерса-Матрух британським підводним човном «Тріумф»                                          |
| «Серпенте»  | Cantieri navali Tosi di Taranto, Таранто     | 23 квітня 1930    | 28 лютого 1932 | 12 листопада 1932 | 1943      | 12 вересня 1943 року затонув під час буксирування унаслідок аварії біля Анкони                                                     |

### Підводні човни типу «Сирена»

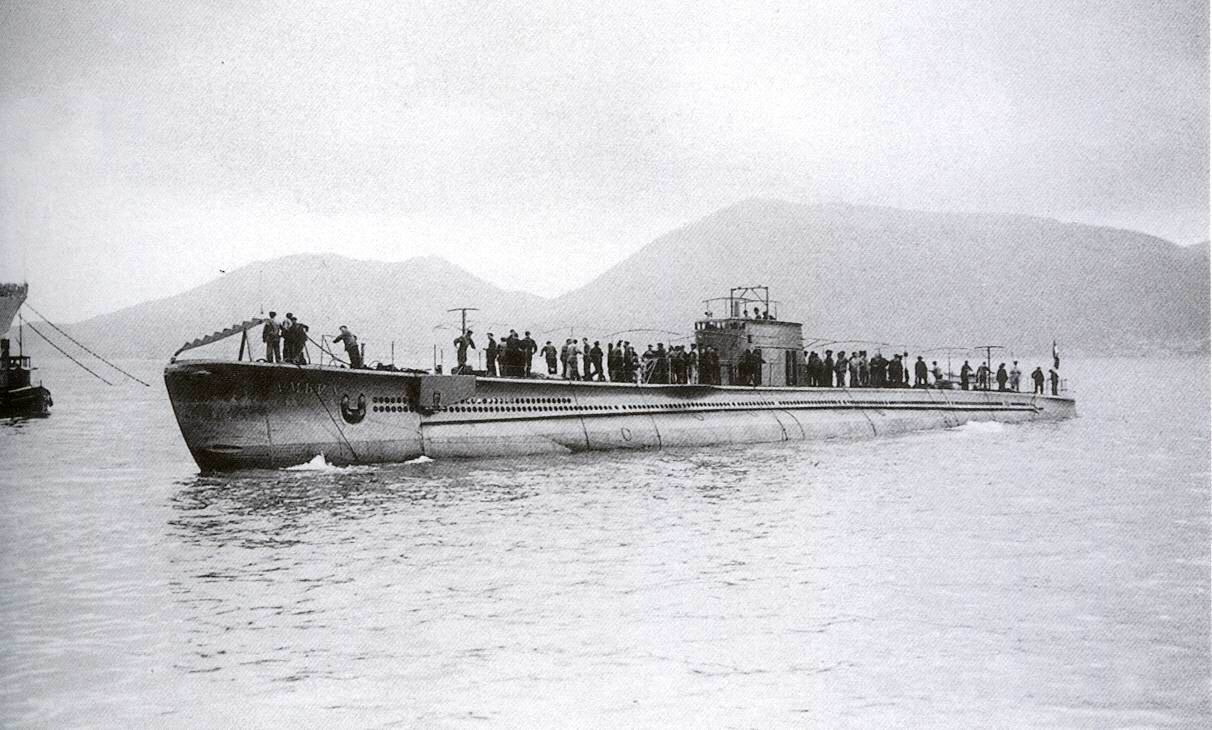
Спуск на воду італійського підводного човна «Амбра»

Дванадцять підводних човнів типу «Сирена» побудовані в період від 1931 до 1934 року.
| Човен       | Верф                                         | Закладка        | Спущений        | Введений до строю | Виведений | Статус |
| ----------- | -------------------------------------------- | --------------- | --------------- | ----------------- | --------- | --- |
| «Аметіста»  | Odero-Terni-Orlando, Леричі                  | 16 вересня 1931 | 24 квітня 1933  | 1 квітня 1934     | 1943      | 12 вересня 1943 року затоплений біля Анкони після перемир'я |
| «Амфітріте» | Cantieri Riuniti dell'Adriatico, Монфальконе | 11 липня 1931   | 3 серпня 1933   | 18 лютого 1934    | 1941      | 6 березня 1941 року потоплений поблизу острову Касос глибинними бомбами британського есмінця «Грейгаунд»                                                                  |
| «Діаманте»  | Cantieri navali Tosi di Taranto, Таранто     | 11 травня 1931  | 21 травня 1933  | 18 листопада 1933 | 1940      | 20 червня 1940 року потоплений на підступах до Тобрука британським підводним човном «Партіан»                                                                             |
| «Галатея»   | Cantieri Riuniti dell'Adriatico, Монфальконе | 18 липня 1931   | 5 жовтня 1933   | 25 червня 1934    | 1948      | 1 лютого 1948 року списаний на брухт |
| «Наяде»     | Cantieri Riuniti dell'Adriatico, Монфальконе | 9 травня 1931   | 27 березня 1933 | 16 листопада 1933 | 1940      | 14 грудня 1940 року потоплений глибинними бомбами британських есмінців «Геревард» та «Гіперіон»                                                                           |
| «Нереїде»   | Cantieri Riuniti dell'Adriatico, Монфальконе | 30 травня 1931  | 25 травня 1933  | 17 лютого 1934    | 1943      | 13 липня 1943 року потоплений поблизу Аугусти глибинними бомбами й артилерією британських есмінців «Еко» та «Айлекс»                                                      |
| «Ундіна»    | Cantieri Riuniti dell'Adriatico, Монфальконе | 25 липня 1931   | 2 грудня 1933   | 19 вересня 1934   | 1942      | 11 липня 1942 року потоплений поблизу Бейрута південно-африканськими траулерами HMSAS Protea і HMSAS Southern Maid за підтримки поплавкового біплана-гідролітака «Волрес» |
| «Рубіно»    | Cantiere navale di Fiume, Фіуме              | 26 вересня 1931 | 29 березня 1933 | 21 березня 1934   | 1940      | 29 червня 1940 року британським протичовновим літаком «Сандерленд» |
| «Сирена»    | Cantiere navale di Fiume, Фіуме              | 1 травня 1931   | 26 січня 1933   | 2 жовтня 1933     | 1943      | 9 вересня 1943 року затоплений у бухті Ла-Спеції |
| «Смеральдо» | Cantieri navali Tosi di Taranto, Таранто     | 25 травня 1931  | 23 липня 1933   | 29 листопада 1934 | 1943      | між 16 та 26 вересня 1943 року зник безвісти біля узбережжя Тунісу |
| «Топазо»    | Cantiere navale di Fiume, Фіуме              | 26 вересня 1931 | 15 травня 1933  | 28 квітня 1934    | 1943      | 12 вересня 1943 року помилково потоплений поблизу південно-східного узбережжя Сардинії британським патрульним літаком                                                     |
| «Заффіро»   | Cantiere navale del Muggiano, Ла-Спеція      | 16 вересня 1931 | 28 червня 1933  | 4 червня 1934     | 1942      | 9 червня 1942 року затоплений гідролітаком PBY Catalina приблизно в 35 милях на південний захід від Ібіси                                                                 |

### Підводні човни типу «Перла»
Десять підводних човнів типу «Перла» побудовані в період від 1935 до 1936 року.

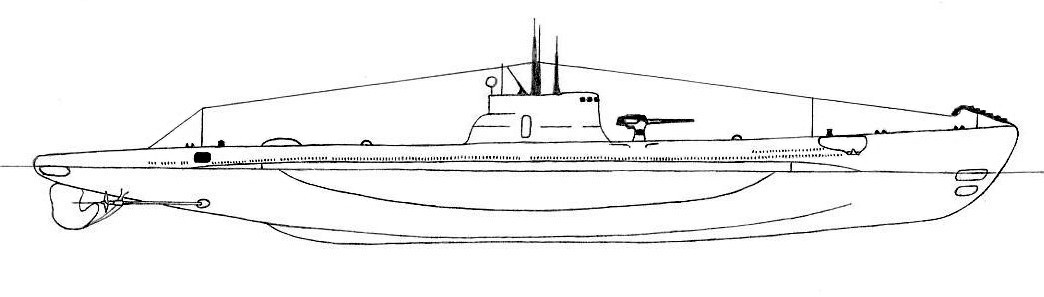
Схематичне зображення італійського підводного човна «Перла», що належав до човнів 600-ї серії

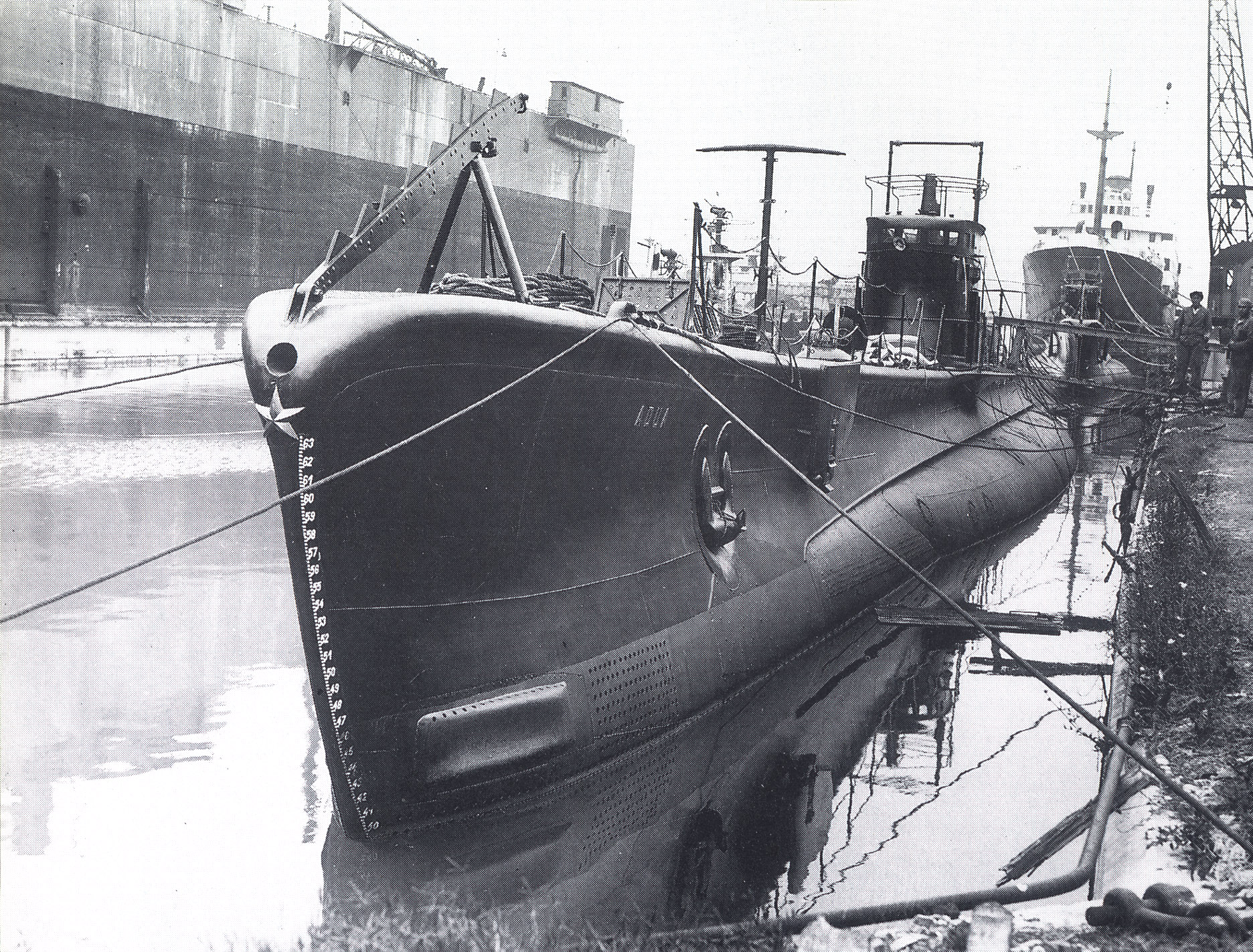
Італійський підводний човен «Адуа» в порту Монфальконе

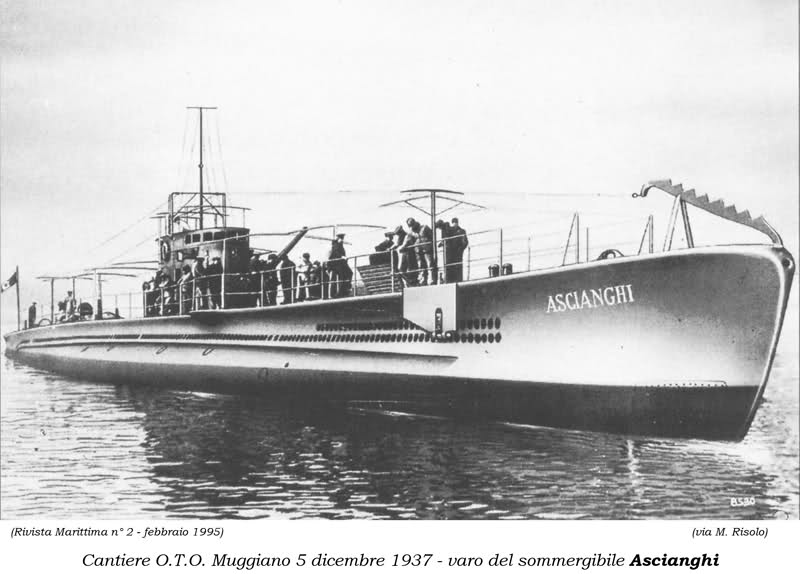
Італійський підводний човен «Ашанге» типу «Адуа» в порту Муджа

| Човен      | Верф                                         | Закладка        | Спущений       | Введений до строю | Виведений | Статус |
| ---------- | -------------------------------------------- | --------------- | -------------- | ----------------- | --------- | --- |
| «Амбра»    | Cantiere navale del Muggiano, Ла-Спеція      | 28 серпня 1935  | 28 травня 1936 | 4 серпня 1936     | 1943      | 9 вересня 1943 року затоплений у бухті Ла-Спеції |
| «Берілло»  | Cantieri Riuniti dell'Adriatico, Монфальконе | 14 вересня 1935 | 14 червня 1936 | 5 серпня 1936     | 1940      | 2 жовтня 1940 року затоплений поблизу Сіді-Баррані глибинними бомбами британських есмінців «Хавок» і «Гейсті»                                                                                   |
| «Коралло»  | Cantieri Riuniti dell'Adriatico, Монфальконе | 1 жовтня 1935   | 2 серпня 1936  | 26 вересня 1936   | 1940      | 2 жовтня 1940 року атакований біля алжирської Беджаї британськими кораблями «Велокс», «Веномос», «Флітвуд» і «Енчантресс»; при спробі контратакувати затоплений тараном шлюпа «Енчантресс»      |
| «Діаспро»  | Cantieri Riuniti dell'Adriatico, Монфальконе | 21 вересня 1935 | 5 липня 1936   | 22 серпня 1936    | 1948      | 1 лютого 1948 року списаний на брухт |
| «Джемма»   | Cantieri Riuniti dell'Adriatico, Монфальконе | 7 вересня 1935  | 21 травня 1936 | 8 липня 1936      | 1940      | 8 жовтня 1940 року біля острову Родос помилково потоплений італійським ПЧ «Тричеко» |
| «Іріде»    | Odero-Terni-Orlando, Леричі                  | 3 вересня 1935  | 30 липня 1936  | 6 листопада 1936  | 1940      | 22 серпня 1940 року потоплений трьома торпедоносцями Fairey Swordfish з авіаносця «Ігл» |
| «Малахіте» | Odero-Terni-Orlando, Леричі                  | 31 серпня 1935  | 15 липня 1936  | 6 листопада 1936  | 1943      | 9 лютого 1943 року потоплений голландським ПЧ «Долфін» біля сардинського узбережжя |
| «Онісе»    | Odero-Terni-Orlando, Леричі                  | 27 серпня 1935  | 15 червня 1936 | 1 вересня 1936    | 1948      | 1 лютого 1948 року списаний на брухт |
| «Перла»    | Cantieri Riuniti dell'Adriatico, Монфальконе | 31 серпня 1935  | 3 травня 1936  | 8 липня 1936      | 1954      | 9 липня 1942 року біля Бейрута захоплений корветом «Гайоцинт». Переданий до складу Королівського флоту Греції, служив у грецьких ВМС під назвою «Матрозос» (Y-7). У 1954 році списаний на брухт |
| «Турчезе»  | Cantieri Riuniti dell'Adriatico, Монфальконе | 28 вересня 1935 | 19 липня 1936  | 21 вересня 1936   | 1948      | 1 лютого 1948 року списаний на брухт |

### Підводні човни типу «Адуа»

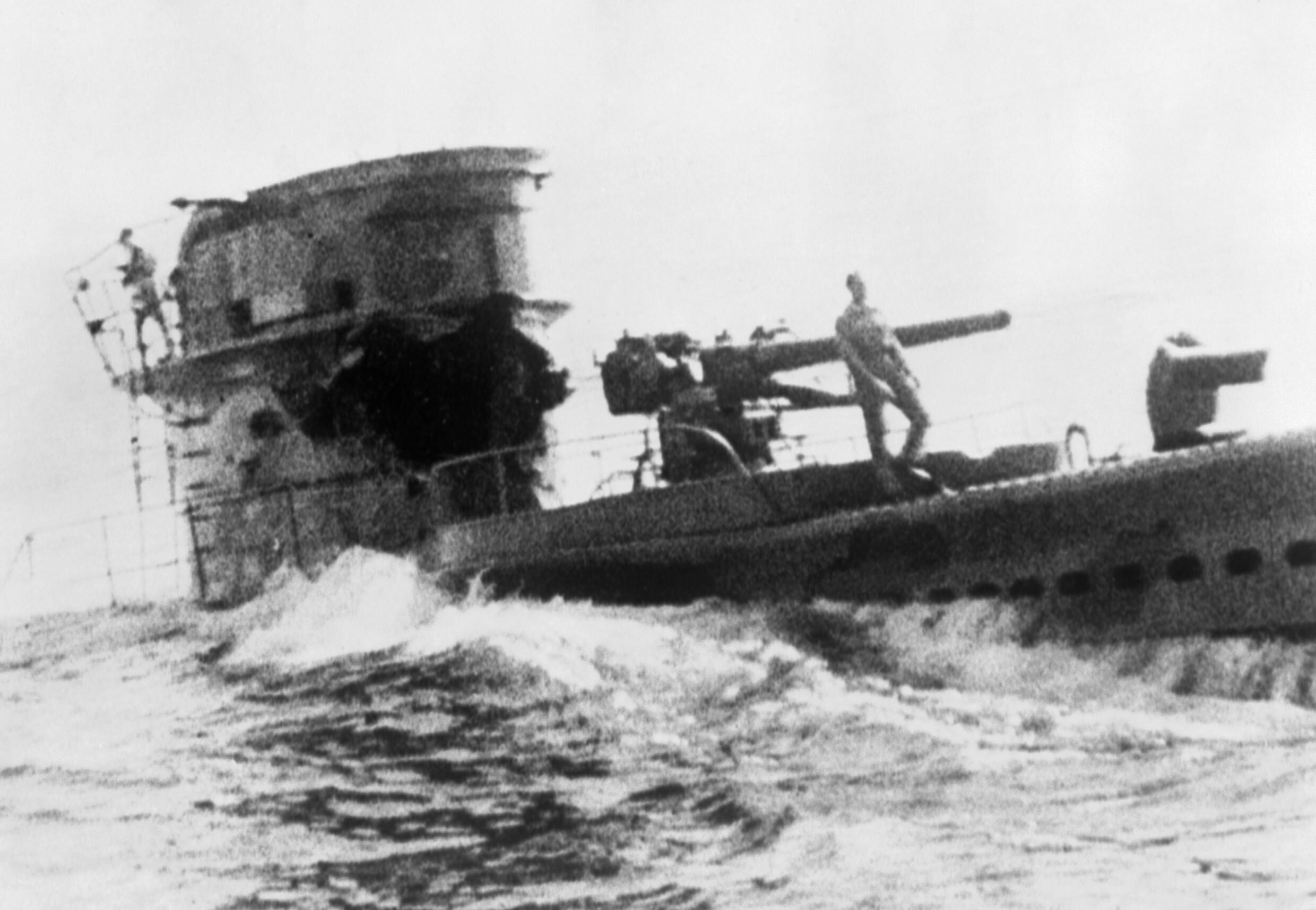
Італійський підводний човен «Кобальто» типу «Платино» тоне в ході операції «П'єдестал»

Сімнадцять підводних човнів типу «Адуа» побудовані в період з 1936 до 1938 року.
| Човен         | Верф                                         | Закладка        | Спущений          | Введений до строю | Виведений | Статус |
| ------------- | -------------------------------------------- | --------------- | ----------------- | ----------------- | --------- | --- |
| «Адуа»        | Cantieri Riuniti dell'Adriatico, Монфальконе | 1 лютого 1936   | 13 вересня 1936   | 14 листопада 1936 | 1941      | 30 вересня 1941 року потоплений глибинними бомбами британських есмінців «Гуркха» і «Ліджен»                                         |
| «Алагі»       | Cantieri Riuniti dell'Adriatico, Монфальконе | 19 березня 1936 | 15 листопада 1936 | 6 березня 1937    | 1948      | 1 лютого 1948 року списаний на брухт                                                                                                |
| «Арадам»      | Cantieri Riuniti dell'Adriatico, Монфальконе | 14 лютого 1936  | 18 жовтня 1936    | 16 січня 1937     | 1944      | 4 вересня 1944 року потоплений авіацією союзників у порту Генуї під час авіанальоту                                                 |
| «Ашанге»      | Odero-Terni-Orlando, Ла-Спеція               | 20 січня 1937   | 5 грудня 1937     | 25 березня 1938   | 1943      | 23 липня 1943 року потоплений поблизу Аугусти глибинними бомбами та артилерійським вогнем британських есмінців «Лафорей» і «Екліпс» |
| «Аксум»       | Cantieri Riuniti dell'Adriatico, Монфальконе | 8 лютого 1936   | 27 вересня 1936   | 2 грудня 1936     | 1943      | 28 грудня 1943 року наразився на мілину та був затоплений екіпажем                                                                  |
| «Бейлул»      | Odero-Terni-Orlando, Ла-Спеція               | 2 липня 1937    | 22 травня 1938    | 14 вересня 1938   | 1944      | у травні 1944 року затоплений авіацією союзників у порту Монфальконе під час авіанальоту                                            |
| «Дагабур»     | Cantieri navali Tosi di Taranto, Таранто     | 16 квітня 1936  | 22 листопада 1936 | 9 квітня 1937     | 1942      | 12 серпня 1942 року затоплений тараном британського есмінця «Волверін» південніше Балеарських островів                              |
| «Дессе»       | Cantieri navali Tosi di Taranto, Таранто     | 20 квітня 1936  | 22 листопада 1936 | 14 квітня 1937    | 1942      | 28 листопада 1942 року затоплений есмінцями «Куберон» і «Квентін» біля Бона                                                         |
| «Дурбо»       | Odero-Terni-Orlando, Ла-Спеція               | 8 березня 1937  | 6 березня 1938    | 1 липня 1938      | 1940      | 18 жовтня 1940 року потоплений східніше Гібралтара есмінцями «Файрдрейк» і «Ресле»                                                  |
| «Гондар»      | Odero-Terni-Orlando, Ла-Спеція               | 15 січня 1937   | 3 жовтня 1937     | 28 лютого 1938    | 1940      | 30 вересня 1940 року потоплений поблизу Александрії есмінцями «Стюарт» і «Даймонд» та летючим човном «Сандерленд»                   |
| «Лафоле»      | Odero-Terni-Orlando, Ла-Спеція               | 30 червня 1937  | 10 квітня 1938    | 13 серпня 1938    | 1940      | 20 жовтня 1940 року потоплений північніше Мелільї британськими есмінцями «Галант», «Готспар» і «Гріфін»                             |
| «Макалле»     | Odero-Terni-Orlando, Ла-Спеція               | 1 березня 1936  | 29 жовтня 1936    | 1 березня 1937    | 1940      | 15 червня 1940 року сів на мілину поблизу суданського порту Суакін                                                                  |
| «Негеллі»     | Odero-Terni-Orlando, Ла-Спеція               | 25 лютого 1937  | 7 листопада 1937  | 28 лютого 1938    | 1941      | 19 січня 1941 року потоплений поблизу острову Фальконера британським есмінцем «Грейгаунд»                                           |
| «Шире»        | Odero-Terni-Orlando, Ла-Спеція               | 30 січня 1937   | 6 січня 1938      | 25 березня 1938   | 1942      | 10 серпня 1942 року потоплений неподалік від Хайфи британським озброєним траулером HMT Islay (T172)                                 |
| «Тембіен»     | Odero-Terni-Orlando, Ла-Спеція               | 6 лютого 1937   | 6 лютого 1938     | 1 липня 1938      | 1941      | 2 серпня 1941 року потоплений західніше Мальти таранним ударом британського крейсера «Герміона»                                     |
| «Воршейх»     | Cantieri navali Tosi di Taranto, Таранто     | 2 грудня 1936   | 19 листопада 1937 | 4 грудня 1937     | 1942      | 15 грудня 1942 року потоплений південніше Мальти есмінцями «Пітард» і «Васілісса Ольга»                                             |
| «Вебе Шебелі» | Cantieri navali Tosi di Taranto, Таранто     | 22 січня 1937   | 3 жовтня 1937     | 21 грудня 1937    | 1940      | 29 червня 1940 року потоплений есмінцями «Дейнті» і «Айлекс»                                                                        |

### Підводні човни типу «Платино»
Тринадцять підводних човнів типу «Платино» побудовані в період з 1940 до 1942 року.
| Човен        | Верф                                         | Закладка          | Спущений         | Введений до строю | Виведений | Статус |
| ------------ | -------------------------------------------- | ----------------- | ---------------- | ----------------- | --------- | --- |
| «Аччайо»     | Odero-Terni-Orlando, Ла-Спеція               | 21 листопада 1940 | 22 січня 1941    | 30 жовтня 1941    | 1943      | 13 липня 1943 року потоплений британським підводним човном «Анрулі» поблизу Мессінської протоки                                                                                           |
| «Алабастро»  | Cantieri Riuniti dell'Adriatico, Монфальконе | 12 березня 1941   | 18 грудня 1941   | 9 травня 1942     | 1942      | 14 вересня 1942 року потоплений британським літаком Short Sunderland поблизу Беджаї |
| «Ардженто»   | Cantieri navali Tosi di Taranto, Таранто     | 30 квітня 1941    | 22 лютого 1942   | 16 травня 1942    | 1943      | 3 серпня 1943 року потоплений американським ескадреним міноносцем «Бак» поблизу острову Пантеллерія                                                                                       |
| «Астерія»    | Cantieri Riuniti dell'Adriatico, Монфальконе | 16 жовтня 1940    | 25 червня 1941   | 8 листопада 1941  | 1943      | 17 лютого 1943 року потоплений британськими ескортними міноносцями «Істон» і «Вітленд» поблизу Беджаї                                                                                     |
| «Аворіо»     | Cantieri Riuniti dell'Adriatico, Монфальконе | 9 листопада 1940  | 6 вересня 1941   | 25 березня 1942   | 1943      | 9 лютого 1943 року потоплений канадським корветом «Регина» поблизу Беджаї |
| «Бронцо»     | Cantieri navali Tosi di Taranto, Таранто     | 2 грудня 1940     | 28 вересня 1941  | 2 січня 1942      | 1943      | 12 липня 1943 року після бою біля Сиракуз з британськими тральщиками «Сігам», «Бостон», «Пул» та «Кромарті» здався у полон; переданий до флоту Вільної Франції, де отримав назву «Нарвал» |
| «Кобальто»   | Odero-Terni-Orlando, Ла-Спеція               | 26 листопада 1940 | 20 серпня 1941   | 18 березня 1942   | 1942      | 12 серпня 1942 року потоплений у бою з британським есмінцем «Ітуріель» |
| «Гіада»      | Cantieri Riuniti dell'Adriatico, Монфальконе | 16 жовтня 1940    | 10 червня 1941   | 8 грудня 1941     | 1966      | 1 червня 1966 року списаний на брухт |
| «Граніто»    | Cantieri Riuniti dell'Adriatico, Монфальконе | 9 листопада 1940  | 7 серпня 1941    | 3 січня 1942      | 1942      | 9 листопада 1942 року потоплений британським ПЧ «Сарацин» поблизу Терразіні |
| «Нікеліо»    | Odero-Terni-Orlando, Ла-Спеція               | 1 липня 1941      | 12 квітня 1942   | 30 липня 1942     | 1960      | 7 лютого 1949 року переданий радянському ВМФ як контрибуція. Уведений до строю як З-14, пізніше як ТС-4. 1960 році списаний                                                               |
| «Платіно»    | Odero-Terni-Orlando, Ла-Спеція               | 20 листопада 1940 | 1 червня 1941    | 2 жовтня 1941     | 1946      | 18 жовтня 1946 року списаний на брухт |
| «Порфідо»    | Cantieri Riuniti dell'Adriatico, Монфальконе | 9 листопада 1940  | 23 серпня 1941   | 24 січня 1942     | 1942      | 6 грудня 1942 року потоплений британським ПЧ «Тайгріс» поблизу мису Бон |
| «Вольфраміо» | Cantieri navali Tosi di Taranto, Таранто     | 30 квітня 1941    | 9 листопада 1941 | 15 лютого 1942    | 1943      | 9 вересня 1943 року затоплений у порту Ла-Спеції; піднятий німцями, але потоплений під час авіанальоту союзної авіації в 1944 році                                                        |